# الدوري الإنجليزي لكرة القدم 1912–13
الدوري الإنجليزي لكرة القدم 1912–13 (بالإنجليزية: 1912–13 Football League)‏ هو موسم من دوري كرة القدم الإنجليزي. فاز فيه نادي سندرلاند.